# Enrico Assi
Enrico Assi (Vimercate, 19 luglio 1919 – Cremona, 16 settembre 1992) è stato un vescovo cattolico italiano.

## Biografia
Nasce a Vimercate, in provincia di Monza e della Brianza ed arcidiocesi di Milano, il 19 luglio 1919. È il secondogenito di Natale e Carolina Galbiati.
Nel suo paese di origine partecipa alla Resistenza e perciò viene arrestato e rinchiuso nel carcere di Monza per due volte.

### Formazione e ministero sacerdotale
Nel 1931 entra nel seminario arcivescovile di Milano.
Il 29 maggio 1943 è ordinato presbitero, nella cattedrale di Milano, dal cardinale Alfredo Ildefonso Schuster.
Nel 1943 ottiene la licenza in teologia e inizia ad insegnare latino e greco nel seminario minore di Seveso, mantiene l'incarico fino al 1956. Nel 1952 ottiene la laurea in lettere classiche all'Università Cattolica del Sacro Cuore di Milano e viene nominato assistente diocesano della Gioventù femminile di Azione Cattolica.
Nel 1958 è nominato vicario parrocchiale della basilica di San Nicolò a Lecco di cui diviene, nel 1962, parroco-prevosto. Ricopre anche l'incarico di decano e, dal 1971, quello di vicario episcopale della zona pastorale III di Lecco.

### Ministero episcopale
Il 7 dicembre 1975 papa Paolo VI lo nomina vescovo ausiliare di Milano e vescovo titolare di Frigento. Il 6 gennaio 1976 riceve l'ordinazione episcopale, nella basilica di San Nicolò a Lecco, dal cardinale Giovanni Colombo, co-consacranti i vescovi Ferdinando Maggioni e Luigi Oldani.
Dopo l'ordinazione diviene moderator curiæ e pro-vicario generale.
Il 26 maggio 1983 papa Giovanni Paolo II lo nomina vescovo di Cremona; succede a Fiorino Tagliaferri, dimessosi essendo stato nominato assistente ecclesiastico generale dell'Azione Cattolica Italiana. L'8 giugno seguente è ricevuto in udienza dal presidente della Repubblica Italiana Sandro Pertini per prestare il giuramento previsto dal concordato allora in vigore. Il 19 giugno prende possesso della diocesi, nella cattedrale di Cremona.
L'11 ottobre 1986 inizia la visita pastorale. Due sono le realizzazioni che su tutte segnano il suo ministero episcopale nella chiesa Cremonese: la casa dell'accoglienza, che dà ospitalità a diseredati di ogni nazione ed il centro pastorale, che educa gli operatori diocesani. Il 14 maggio 1989, giorno di Pentecoste, annuncia l'apertura del sinodo diocesano.
Il culmine del suo episcopato è la visita di papa Giovanni Paolo II il 19, 20 e 21 giugno 1992 presso il santuario di Caravaggio.
Il 16 settembre 1992, alle 10.30, muore nel palazzo vescovile di Cremona in seguito a una grave malattia cardiocircolatoria. Dopo le esequie, celebrate il 19 settembre nella cattedrale di Cremona dal cardinale Carlo Maria Martini, arcivescovo metropolita di Milano, viene sepolto nella cripta dello stesso edificio.

## Genealogia episcopale
La genealogia episcopale è:
- Cardinale Scipione Rebiba
- Cardinale Giulio Antonio Santori
- Cardinale Girolamo Bernerio, O.P.
- Arcivescovo Galeazzo Sanvitale
- Cardinale Ludovico Ludovisi
- Cardinale Luigi Caetani
- Cardinale Ulderico Carpegna
- Cardinale Paluzzo Paluzzi Altieri degli Albertoni
- Papa Benedetto XIII
- Papa Benedetto XIV
- Papa Clemente XIII
- Cardinale Marcantonio Colonna
- Cardinale Giacinto Sigismondo Gerdil, B.
- Cardinale Giulio Maria della Somaglia
- Cardinale Carlo Odescalchi, S.I.
- Cardinale Costantino Patrizi Naro
- Cardinale Lucido Maria Parocchi
- Papa Pio X
- Papa Benedetto XV
- Papa Pio XII
- Cardinale Eugène Tisserant
- Papa Paolo VI
- Cardinale Giovanni Colombo
- Vescovo Enrico Assi